# Carlos Droguett
Carlos Droguett (* 15. Oktober 1912 in Santiago de Chile; † 30. Juli 1996 in Bern) war einer der bedeutendsten chilenischen Schriftsteller der zweiten Hälfte des 20. Jahrhunderts. Er hat dort Anglistik und später auch Rechtswissenschaften studiert.
Den Höhepunkt seiner literarischen Karriere erreichte er 1970, als er mit dem chilenischen Nationalpreis für Literatur ausgezeichnet wurde. Drei Jahre später wurde dieser Ruhm für Droguett allerdings lebensgefährlich: Der Militärputsch Pinochets stürzte die Regierung Salvador Allendes und ein Regime, in dem Droguett unter Verfolgung zu leiden hatte, wurde errichtet.
1975 ging er ins Exil in der Schweiz, wo er 21 Jahre lang lebte. Er starb 1996 in Bern.

## Die Bücher
Eloy, 1959 im Original erschienen, war der erste erfolgreiche Roman Droguetts, der ihn auch über die Landesgrenzen hinaus bekannt machte und der in mehrere Sprachen übersetzt wurde, darunter ins Deutsche (1966 von Helmut Frielinghaus). Droguett greift darin den Fall eines Massenmörders auf, der 1941 in Chile für Aufsehen sorgte. Nicht die sensationellen den Autor, sondern das Innenleben, die Motive des Verbrechers. So ist das Buch ein einziger Monolog dieses Eloy, der, von der Polizei gehetzt, angesichts des Todes sein Leben und seine Verbrechen rekapituliert.
Ein ähnliches Thema behandelt Droguett in seinem 1971 erschienenen Roman Todas esas muertes (All diese Tode), wo er im Rahmen der Fakten die Laufbahn des französischstämmigen Mörders Emilio Dubois im Chile der Jahrhundertwende literarisch verarbeitete. Dieser Roman wurde 1970 mit dem Premio Alfaguara de Novela ausgezeichnet.
Wie Eloy ist auch der 1967 publizierte Roman El Compadre (Der Kumpan) als innerer Monolog angelegt. Im miserablen Leben des Bauarbeiters Ramón Neira spiegelt sich die soziale und politische Misere wider, wie sie laut Droguett in Chile vor und nach der Volksfrontregierung in den Jahren 1938 bis 1941 herrschte. Die einzelnen Kapitel werden durch Zitate aus den Evangelien eingeleitet. Der Leidensweg dieses Arbeiters ist bewusst in Parallele gesetzt zur Passion Christi, endet aber in einem Ton totaler Verzweiflung und Hoffnungslosigkeit.
Droguetts Bücher sind von einem undogmatischen Christentum durchdrungen, einer Sicht des Menschen und der Welt, in der Leiden, Barmherzigkeit, Erlösung zentrale Begriffe sind. „Ich bin ein christlicher Anarchist“, sagte Droguett. Aus dieser eigentlich urchristlichen Haltung heraus lässt sich auch seine wiederholte Beschäftigung mit Randexistenzen und Ausgestoßenen besser verstehen. Sein Jurastudium hat ihm zudem ein lebenslanges Misstrauen gegen Staat und Rechtsprechung eingeimpft und ihm gezeigt, dass das Gute und das Gesetz nicht identisch sind, ja sogar konträr sein können.
Nach jahrelanger Arbeit hat Droguett auch eine umfangreiche Saga mit dem Titel Matar a los viejos (Tötet die Alten) beendet. „Ich habe diesen Roman in Chile begonnen; das Manuskript ist noch vor mir ins Exil gegangen – in einem Diplomatenkoffer“, sagte Droguett. Dieses Buch sei ein großangelegtes Fresko der sozialen Situation Chiles und verbinde Geschichte und Utopie, da es vom 19. Jahrhundert bis in die Zukunft reiche, das heißt: bis in die Zeit nach Pinochet. Die Jahre der Diktatur lässt Droguett zu einem Prolog zusammenschrumpfen – ein literarischer Ausdruck der Hoffnung angesichts scheinbarer Hoffnungslosigkeit.

## Werke
- Los asesinados del Seguro Obrero (1938)
- 60 muertos en la escalera (1953)
- Eloy (1959, rev. 1982; deutsche Übersetzung 1966)
- 100 gotas de sangre y 200 de sudor (1961)
- Patas de perro (1965)
- Los mejores cuentos (1967)
- Supay, el cristiano (1968)
- El compadre (1967)
- El hombre que había olvidado (1968)
- Todas esas muertes (1971)
- El cementerio de los elefantes (1971)
- Después del diluvio (1971)
- Escrito en el aire (1972)
- El hombre que trasladaba las ciudades (1973)
- Sobre la ausencia (1976; deutsch: Die Einsamkeit der Andern 1982)
- Matar a los viejos (1976)
- La señorita Lara (1979)
- Materiales de construcción (1980)
- El enano Cocorí (1986)

## Bearbeitungen
- ELOY – Musik mit Bildern der Isolation (2013–2017) / Kammeroper für verstärktes Ensemble, Stimme und Video von Francisco C. Goldschmidt (* 1981). (Uraufführung in Köln, 2017).